# 突破 (技術分析)
突破是指价格穿过并停留在支撑位或阻力位。在技术分析图上，当股票或商品的价格脫離一个密集區时，若然再有相較先前大的成交量配合，就会出现突破。通常情况下，一只股票或商品会在支撑区和阻力区之间反弹，当它突破这两个障碍之一时，可以考虑它在趋势中的走向。通常价格突破的阻力位會成为一个新的支撑位，反之亦然。这可以是一个买入或卖出信号，取决于它突破了哪个障碍。